# Lisa Holm (språkvetare)
Lisa Ulla Holm, även tidigare Christensen, född 11 augusti 1962, är en svensk språkvetare och professor i svenska vid Lunds universitet.
Holm blev fil. lic. 1995 vid Lunds universitet med en licentiatavhandling om svenska aktionsarter, och sedan fil. dr. vid samma universitet två år senare med en doktorsavhandling om sätt att uttrycka framtid i svenskan. Hennes forskning har främst rört verb och deras aktionsarter och tempus, samt hur barn tillägnar sig verb. Hon var tidigare varit svensk lektor vid Syddansk Universitet i Odense och har bland annat skrivit en dansk grammatik. Under 1990-talet var Holm assistent vid Svenska Akademiens grammatik och har även varit redaktör vid Svenska Akademiens ordbok (SAOB). Holm var även tidigare språkkrönikör i Svenska Dagbladet. 2018 tilldelades hon Svenska Akademiens språkvårdspris.